# Gateway (bergspass)
Gateway är ett bergspass i Antarktis. Det ligger i Östantarktis. Nya Zeeland gör anspråk på området. Gateway ligger 227 meter över havet.
Terrängen runt Gateway är huvudsakligen kuperad, men norrut är den platt. Trakten är obefolkad. Det finns inga samhällen i närheten.